# The Way You Are
Chansons représentant le Danemark au Concours Eurovision de la chanson
Cliche Love Song
(2014) Soldiers of Love 
(2016)
The Way You Are (en français « Ta façon d'être ») est la chanson d'Anti Social Media qui représente le Danemark au Concours Eurovision de la chanson 2015 à Vienne.
Le 19 mai 2015, lors de la 1re demi-finale, elle termine à la 13e place avec 33 points et par conséquent n'est pas qualifiée pour la finale.